# Yếu đuối

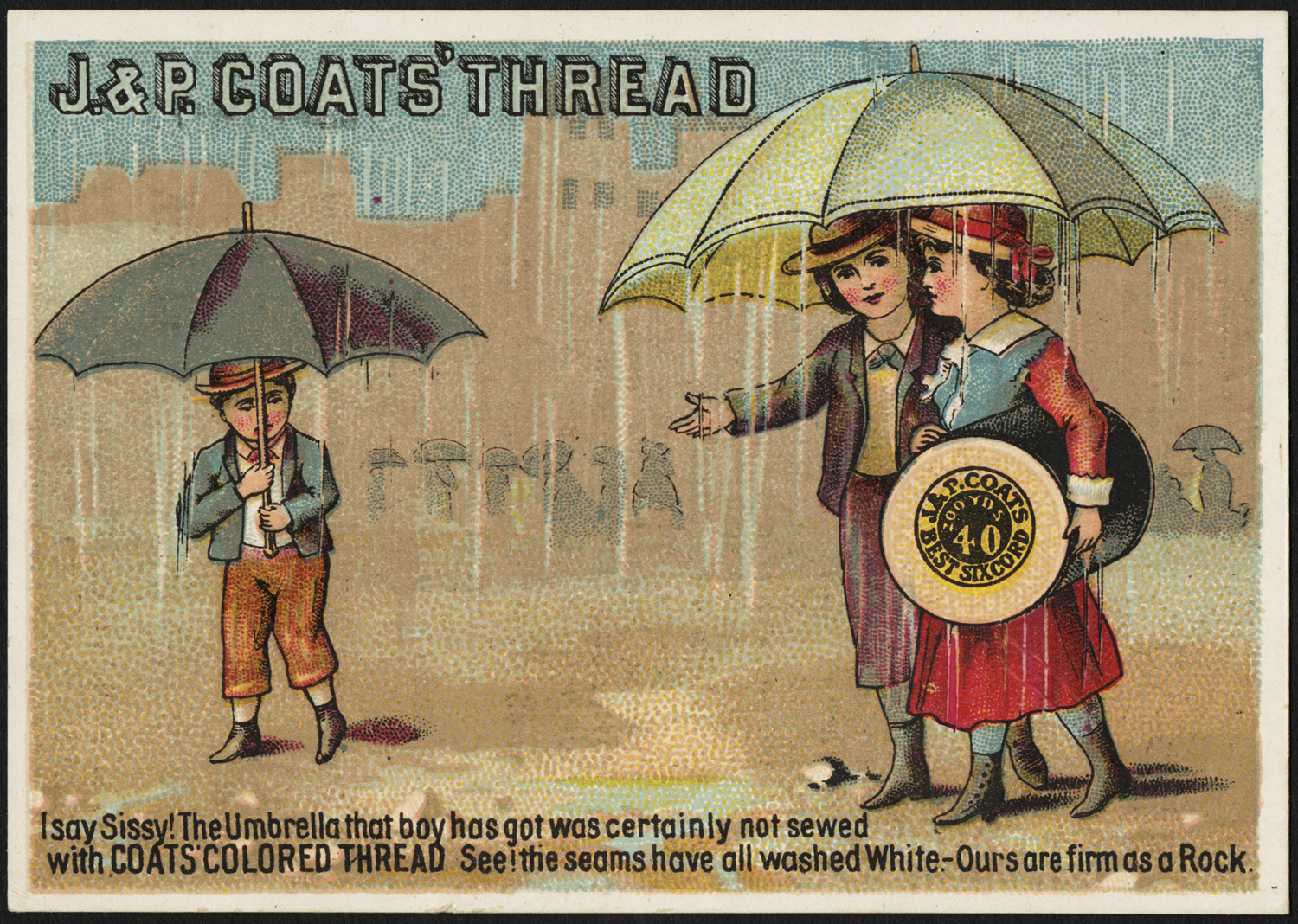
Một cậu bé yếu đuối bị trêu chọc

Yếu đuối (Sissy) là một thuật ngữ mang tính miệt thị dùng để chỉ một cậu bé hoặc một người đàn ông không thể hiện những đặc điểm nam tính, và có thể biểu hiện những dấu hiệu mềm yếu, nhu nược, nó ám chỉ sự thiếu can đảm, sức mạnh thể chất, tính thể thao, phối hợp vận động, mức hóc môn testosterone thấp, xìu ham muốn tình dục nam, và nếp sống khắc kỷ. Một người đàn ông cũng có thể bị coi là yếu đuối vì quan tâm đến những sở thích hoặc công việc mang tính khuôn mẫu của phụ nữ (thích thời trang), thể hiện hành vi ẻo lả, không có năng khiếu thể thao hoặc đồng tính luyến ái. Trong tiếng Anh, Sissy cũng là một thuật ngữ thân mật được sử dụng như một cách gọi nhỏ cho tên riêng của phụ nữ Cecilia mang nghĩa tiêu cực, thường dùng để chỉ một người con trai hoặc đàn ông bị coi là yếu đuối, nhút nhát, ủy mị, yểu điệu, thiếu nam tính, hoặc có những hành vi, sở thích được cho là "con gái". Nó gợi ý rằng một người đàn ông không đáp ứng được những kỳ vọng xã hội truyền thống về nam tính (như mạnh mẽ, dũng cảm, quyết đoán, hung hăng) và thay vào đó thể hiện những đặc điểm được gán cho phụ nữ. Một người đàn ông không đáp ứng được những kỳ vọng về sự mạnh mẽ, quyết đoán, và là trụ cột trong gia đình hay công việc bị coi là "nhu nhược", "ươn hèn" hoặc "thiếu bản lĩnh".

## Đại cương

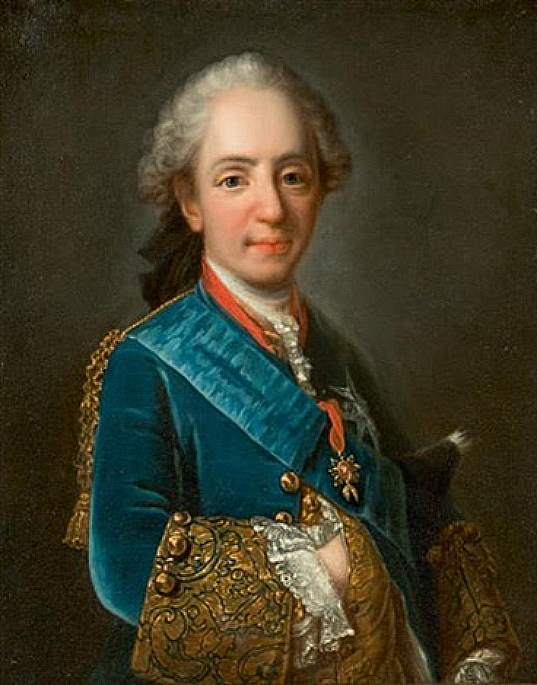
Vua Louis XVI bị cho là vị vua yếu đuối, nhu nhược

Những biểu hiện của người nhu nhược và yếu đuối gồm thiếu chính kiến, không quyết đoán, không có lập trường vững vàng, dễ bị người khác tác động, lung lay, họ thường sợ hãi việc đưa ra quyết định. Những người yếu đuối nhu nhược thường sợ hãi đối đầu, hèn nhát, né tránh trách nhiệm, lảng tránh các cuộc tranh luận, xung đột hoặc những tình huống rủi ro nguy hiểm, rồi tìm cách đổ lỗi hoặc trốn tránh trách nhiệm. Nhiều người thiếu tự tin và hay tự ti luôn cảm thấy mình không đủ năng lực hoặc giá trị, không dám lên tiếng bày tỏ quan điểm hoặc bảo vệ bản thân và người khác. Họ là người nhạy cảm, dễ bị xúc động và thiếu kiềm chế cảm xúc, dễ khóc, uỷ mị, mít ướt, dễ buồn bã hoặc dễ bị tổn thương, đa sầu, đa cảm trước những lời chỉ trích đó là dấu hiệu của sự yếu đuối. Họ thiếu lòng dũng cảm, thư sinh trói gà không chặt, sức mạnh thể chất, sự hiếu chiến, hoặc khả năng thể thao vốn là các phẩm chất nam tính truyền thống. 
Ở một số cộng đồng, đặc biệt là những cộng đồng có thành viên chủ chốt thuộc thế hệ Z, những nam giới có vẻ ngoài nữ tính được gọi là "femboy" (cậu bé nữ tính), một thuật ngữ nhằm mục đích cung cấp cách gọi những nam giới có vẻ nữ tính mà không mang hàm ý tiêu cực. Thuật ngữ yếu đuối trước đây thường được dùng trong giới học sinh như một lời lăng mạ, tiêu cực, ám chỉ sự non nớt và lệch lạc về giới tính hoặc tình dục. Nó đã được xác định là phân biệt giới tính trong hướng dẫn ban hành cho các trường học ở Vương quốc Anh và được mô tả là "không thể chấp nhận được như ngôn ngữ phân biệt chủng tộc và kỳ thị người đồng tính". Trong bối cảnh BDSM về ép buộc nữ tính hóa, thì nam giới đang mặc đồ gái có thể bị gọi là Sissy như một hình thức làm nhục khiêu dâm. Một chủ đề phổ biến khác là việc sử dụng đai trinh tiết, làm trầm trọng thêm sự sỉ nhục của người nam giới bên dưới bằng cách hạn chế kích thước và khả năng tiếp cận bộ phận sinh dục của họ. Trong chứng paraphilic infantilism, một sissy baby là một người đàn ông thích đóng vai một bé gái.
Ở Trung Quốc, những người đàn ông thể hiện nét nữ tính đôi khi bị coi là mối đe dọa đối với quyền lực nam giới. Ví dụ, năm 2018, truyền thông nhà nước Trung Quốc đã chế giễu những chàng trai trẻ "yếu đuối", ẻo lả (trang điểm, mặt hoa da phấn, thân hình mảnh mai và mặc quần áo phi giới tính, gọi chung là thể loại đam mỹ) là một phần của văn hóa "bệnh hoạn" đe dọa tương lai của đất nước bằng cách làm suy yếu hình ảnh mạnh mẽ rắn rỏi của mình. Để chấn chỉnh tình trạng này, năm 2021, Bộ Giáo dục Trung Quốc đã ban hành hướng dẫn về "bồi dưỡng nam tính cho học sinh" nhằm "ngăn chặn tình trạng nữ tính hóa nam thanh thiếu niên" thông qua thể thao, giáo dục thể chất và "giáo dục sức khỏe" trong trường học. Năm 2021, Cơ quan Quản lý Phát thanh và Truyền hình Quốc gia của Trung Quốc đã bổ sung lệnh cấm "đàn ông yếu đuối và các hình thức thẩm mỹ bất thường khác" vào quy định của mình bằng cách sử dụng thuật ngữ xúc phạm "nương pháo" (娘炮). Cụm từ "nương pháo" là từ không phổ biến, mang tính đặc thù của showbiz Hoa ngữ, là thuật ngữ xuất hiện từ năm 2007, nhằm chỉ những người đàn ông có cách cư xử, tính cách hay thậm chí phong cách nói chuyện giống con gái, ám chỉ về mặt tính cách, cử chỉ, không liên quan đến ngoại hình có thiên về hướng nữ tính hay không.